# Lucicutia oblonga
Lucicutia oblonga är en kräftdjursart som beskrevs av Brodsky 1950. Lucicutia oblonga ingår i släktet Lucicutia och familjen Lucicutiidae. Inga underarter finns listade i Catalogue of Life.